# Пушчава (Мокроног-Требелно)
Пушчава (словен. Puščava) је насељено место у општини Мокроног-Требелно, регија Југоисточна Словенија, Словенија.

## Историја
До територијалне реорганизације у Словенији била је у саставу старе општине Требње.

## Становништво
У попису становништва из 2011. године, Пушчава је имала 130 становника.
| Број становника према пописима | Број становника према пописима | Број становника према пописима |
| ------------------------------ | ------------------------------ | ------------------------------ |
| 1991                           | 2002                           | 2011                           |
| 112                            | 123                            | 130                            |

Напомена: Године 1994. умањено за део насеља који је припојен насељу Бистрица (Шентруперт). Године 2009. извршена је мање размене територија између насеља Горење Јесенице (Шентруперт) и Пушчава, између насеља Бистрица (Шентруперт) и Пушчава и између насеља Пушчава и Раковник при Шентруперту (Шентруперт).